# 미야자키 아오이
미야자키 아오이(일본어: 宮﨑 あおい, みやざき あおい, 1985년 11월 30일 - )는 일본의 배우로 결혼 후 성씨는 오카다(일본어: 岡田, おかだ)이다. 히라타 인터내셔널 소속이다. 신장은 163cm, 혈액형은 O형이다. 오빠는 배우 미야자키 마사루, 남편은 V6의 멤버 오카다 준이치이다. 4세때 아동 모델로 활동을 시작했으며, 이후 1997년에 《진 여신전생 데빌 서머너》 드라마판에 악마 역할로 출연하면서 배우로 활동하기 시작했다.

## 약력
도쿄도 스기나미구 출신으로, 4살 때, 어머니의 〈기억에 남도록〉이라는 이유로 아역 데뷔. CM (산토리 〈녹차〉, 아사히 등)이나 잡지를 중심으로 활동했다.  드라마나 영화에도 출연하고 있었지만, 이름이 붙지 않는 같은 조연이 많았다.
역할의 이름을 받아 본격적으로 여배우 일을 시작한 것은 1997년 ~ 1999년경부터. 영화 데뷔는 오바야시 노부히코 감독 작품 《그, 여름 날~ 날으는 할아버지》(1999년)에서, 다음 피치 레몬 모델 (피치모)로 매월 레귤러로 등장해 인기를 얻었다.
2001년 영화 첫 주연의 《해충》에서의 연기가 높게 평가 받아, 제23회 낭트 삼대양 영화제 컨페티션부문 주연여배우상을 수상하였다.(영화 개봉은 2002년). 2002년에는 《EUREKA 유레카》로 제16회 타카사키 영화제 최우수 신인여우상을 수상했다. 또한 동년 BS-i의 《휴대폰 형사 제니가타 아이》에서 연속 드라마에 첫 출연.
2003년 첫 무대에서 주연을 맡은 뮤지컬 《어린 왕자》(연출: 시라이 아키라)에서 제41회 골든 애로상 연극부문 신인상을 수상했다. 같은 해 애니메이션 《마법사에게 소중한 것》으로 성우 첫 도전. 그 후에도 애니메이션 영화와 드라마, 다큐멘터리의 내레이션 목소리에 관련된 일도 하고 있다.
2005년, 나카시마 미카와 함께 주연을 맡은 영화 《NANA-나나-》가 같은 해 실사 영화 관객 동원수 2위를 기록, 흥행 수입 40억엔의 대히트가 되어 대브레이크의 계기가 되었다.
2006년, NHK 연속 TV 소설 《순정 반짝》에서는 히로인 아리모리 사쿠라코 역을 맡아, 제44회 골든 애로우상 방송상(드라마 부문)을 수상했다.
2008년, NHK 대하드라마 《아츠히메》에서 주인공의 아츠히메 역을 연기했다.  방송 시작시의 나이는 22세 1개월으로 대하드라마의 주역은 당시 역대 최연소(당시까지 《요시츠네》의 타키자와 히데아키의 23세 9개월이 최연소였다)이었다.
2012년, 후지 TV (간사이 TV 제작) 《고잉 마이 홈》에서 10년 만에 민방의 연속드라마에 출연.
2015년 가을부터 2016년 봄까지 「순정 반짝」이래 두 번째 출연이 되는 NHK 연속 TV 소설 《아침이 온다》에서 주연 하루의 더블 히로인이 되는 언니 하츠 역을 연기했다.

### 개인사
2007년 6월 15일, 10대 시절부터 교제한 배우 타카오카 소스케와의 결혼을 소속사를 통하여 발표하였다. 하지만, 2011년 12월 28일에 협의 이혼을 발표했다.
2017년 12월 23일, V6의 오카다 준이치와 결혼 (재혼) 한 것이 두 명의 연명에 의한 FAX로 발표했다. 결혼식과 피로연과 신혼여행 등의 예정은 없다는 것으로 알려졌다. 2018년 5월 19일, 오카다의 소속 사무소인 쟈니즈 사무소에 의해 첫 아이 임신이 공표 되었다. 같은 해 10월 16일 장남의 출산을 발표했다.

## 인물·기호·교우 관계
- 2000년 ~ 2001년에 방송된 《비밀구락부 o-daiba.com》 및 《주식회사 o-daiba.com 미소녀 IT 전사 리얼 시스터즈》에서 공동 출연한, 쿠리야마 치아키, 스도 아츠코, 벡키, 마츠모토 마리카와 사이가 좋다. 과거에 출판한 포토 에세이 〈the+me〉에서는 「RSZ(리얼 시스터즈의 약어)」가 제일 중요한 동료라고 말하고 있었다. 4명 모두 포토 에세이에 기고하고 있다.
- 사과 껍질 깍기에 자신 있고, 아플락의 CM 중에서도 그 솜씨를 선보이고 있다.
- 취미는 사진. 특기는 네일 아트.
- 오랫동안 〈미야자키(宮崎)〉로 활동하고 있었지만, 2005년 1월부터 〈미야자키(宮﨑)〉로 명의를 변경했다.  자신은 “어느 쪽도 특히 고집하지 않습니다.”라는 것.
- 여배우 미츠시마 히카리와 생년월일이 똑같다. 두 사람은 2012년 영화 《북쪽의 카나리아들》로 첫 공동 출연했다. 2017년의 영화제에서도 공연한 바 있다.[9]
- 영화와 NHK의 텔레비전 드라마에 출연이 많은 민방 텔레비전 드라마 출연이 적은 이유에 대해 “10대 시절 젊음만으로 유휴시 되는 경향이 있었기 때문에 영화에만 출연하고 싶다는 집념이 있었다. 하지만 지금은 (드라마에서도 영화에서도 연기자로) 전달 것에 변함이 없다는 사실을 알고, 그러한 조건은 없게 되었다.”고 말했다.
- 《오누이》에서 대형 트럭을 연기함에 있어 실제로 대형 자동차 면허를 취득하고 있다.[10]
- 자신은 여배우에 관해서는 연기가 좋아하는 것은 아니고, 싫어지면 그만이라고 발언한 바있다.[11]

## 출연 작품
역할의 굵은 표시는 주연 작품

### 영화
| 개봉일자         | 제목                            | 역할                        | 배급사                             | 비고            |
| ---------------- | ------------------------------- | --------------------------- | ---------------------------------- | --------------- |
| 1999년 7월 3일   | 그, 여름 날~날으는 할아버지     | 고바야시 다마               | 도에이                             |                 |
| 2000년 10월 28일 | sWinG maN                       | 미나세 후타미               | 빈칸                               |                 |
| 2001년 1월 20일  | 유레카                          | 다무라 고즈에               | 산 세인트 시네마 웍스              |                 |
| 2002년 3월 16일  | 해충                            | 기타 사치코                 | 닛카쓰                             |                 |
| 2002년 4월 27일  | 파코다테 사람                   | 히노 히카루                 | 아트포트 & 어스 라이즈             |                 |
| 2002년 6월 29일  | 토미에 최종화 -금단의 과실-     | 하시모토 도미에             | 다이에이                           |                 |
| 2003년 1월 25일  | 러버스 키스                     | 가와나 에리코               | 도호쿠 신샤 필름 / 도호            |                 |
| 2004년 6월 19일  | 러브드 건                       | 빈칸                        | 리틀 모어                          |                 |
| 2004년 11월 20일 | 파란 차                         | 사이키 고노미               | 빈칸                               |                 |
| 2004년 12월 18일 | 이유                            | 이시다 유카리               | 아스믹 에이스                      |                 |
| 2004년 12월 25일 | 아르모레토                      | 여학생                      | DCT entertainment / 앳 동영상 재팬 |                 |
| 2005년 3월 19일  | 우리 개 이야기                  | 미카                        | 재너두                             |                 |
| 2005년 9월 3일   | NANA                            | 고마츠 나나                 | 도호                               |                 |
| 2006년 1월 14일  | 김미 헤븐                       | 미치키 마리                 | 아트 포토                          |                 |
| 2006년 1월 28일  | 엘리 엘리 레마 사박타니         | 하나                        | 팬텀 필름                          |                 |
| 2006년 2월 25일  | 좋아해                          | 유(17세)                    | 비터스 엔드                        |                 |
| 2006년 6월 10일  | 첫사랑                          | 미스즈                      | 가가                               |                 |
| 2006년 10월 28일 | 다만 널 사랑하고 있어           | 사토나카 시즈루             | 도에이                             |                 |
| 2006년 12월 16일 | 바다에서의 이야기               | 후키노 가에데               | 리틀 모어                          |                 |
| 2007년 2월 24일  | NARA: 나라 미치와의 여행 기록   | 내레이션                    | 빈칸                               | 다큐멘터리 영화 |
| 2007년 4월 14일  | 오다기리 조의 도쿄 타워         | 아이돌 DJ                   | 쇼치쿠                             | 특별 출연       |
| 2007년 5월 12일  | 첫눈                            | 사사키 나나에               | 카도카와 영화                      |                 |
| 2007년 9월 8일   | SAD VACATION                    | 타무라 고즈에               | 스타일 잼                          |                 |
| 2008년 1월 26일  | 음지와 양지에 핀다              | 나루코/히사코 (1인 2역)     | 도호                               |                 |
| 2008년           | 하프와 주먹뼈                   | 안조 안                     | 빈칸                               |                 |
| 2008년 8월 2일   | 어둠의 아이들                   | 오토와 케이코               | 고 시네마                          |                 |
| 2009년 2월 14일  | 소년 메리켄사쿠                 | 구리타 칸나                 | 도에이                             |                 |
| 2009년 6월 20일  | 츠루기다케 점의 기록            | 시바사키 하츠야             | 도에이                             |                 |
| 2010년 4월 3일   | 소라닌                          | 메이코                      | 아스믹 에이스                      |                 |
| 2010년 9월 4일   | 엄마의 시집                     | 모리이 츠키코               | 카도카와 영화                      |                 |
| 2011년 8월 20일  | 신의 카르테                     | 쿠리하라 하루나             | 도호                               |                 |
| 2011년 10월 8일  | 츠레가 우울증에 걸려서          | 다카사키 하루코             | 쇼치쿠                             |                 |
| 2012년 4월 28일  | 내 어머니의 연대기              | 코사쿠 코토코               | 도에이                             |                 |
| 2012년 9월 15일  | 천지명찰                        | 엔                          | 카도카와 영화 / 쇼치쿠             |                 |
| 2012년 11월 3일  | 북쪽의 카나리아들               | 안도 유카                   | 도에이                             |                 |
| 2013년 2월 2일   | 노란 코끼리                     | 츠마리 아이코               | 쇼게이트                           |                 |
| 2013년 4월 13일  | 행복한 사전                     | 하야시 카구야               | 아스믹 에이스 / 쇼치쿠             |                 |
| 2013년 4월 20일  | 페탈 댄스                       | 징코                        | 비터스                             |                 |
| 2013년 6월 1일   | 시작의 길                       | 학교 선생님 (내레이터 겸함) | 쇼치쿠                             |                 |
| 2014년 3월 21일  | 신의 카르테 2                   | 쿠리하라 하루나             | 도호                               |                 |
| 2014년 12월 20일 | 밴쿠버의 아사히                 | 사사야 토요아               | 도호                               |                 |
| 2016년 5월 14일  | 세상에서 고양이가 사라진다면    | 내 첫사랑의 그녀            | 도호                               |                 |
| 2016년 9월 17일  | 분노                            | 마키 아이코                 | 도호                               |                 |
| 2016년 10월 22일 | 해피 버스데이                   | 요시                        | 도에이                             |                 |
| 2017년 11월 3일  | 라스트 레시피~기린의 혀의 기억~ | 야마가타 치즈루             | 도호                               |                 |
| 2023년 11월 16일 | 크레이지 크루즈                 | 반자쿠 지즈루               | 넷플릭스                           |                 |

### 텔레비전 드라마
| 방송일자                         | 제목                                                      | 역할                        | 방송사             |
| -------------------------------- | --------------------------------------------------------- | --------------------------- | ------------------ |
| 1997년                           | 진·여신 전생 데빌 서머너 제10화·제12화                    | 아유미 (악마)               | TV 도쿄            |
| 1998년                           | 아사미 미츠히코 시리즈 제7탄 〈오소레 야마 산 살인 사건〉 | 카라하시 하루미 (어린 시절) | 후지 TV            |
| 1999년                           | 대하드라마 〈겐로쿠 요란〉 제38화                         | 시도 사요 (단역)            | NHK                |
| 1999년 4월 ~ 6월                 | 즛코케 삼인조                                             | 기쿄                        | NHK                |
| 1999년 10월 ~ 2000년 6월         | 부스카! 부스카!! 제25화                                   | 마녀 아이 카메짱            | TV 도쿄            |
| 2000년 7월 ~ 9월                 | 20세의 결혼                                               | 추간지 시오리               | TBS                |
| 2000년 10월                      | GirL                                                      | 미나미 아즈사               | NTV                |
| 2000년                           | 화요일 서스펜스 극장 〈천사의 행방〉                      | 빈칸                        | NTV                |
| 2000년 10월 ~ 2001년 3월         | 비밀클럽 o-daiba.com                                      | 다카하라 시즈쿠             | 후지 TV            |
| 2001년 4월 ~ 9월                 | 주식회사 o-daiba.com (미소녀 IT전사 리얼 시스터즈)        | 다카하라 시즈쿠             | 후지 TV            |
| 2001년 4월 ~ 6월                 | R-17 제5화·제6화                                          | 노무라 유카리               | TV 아사히          |
| 2001년 7월 ~ 9월                 | 플레이 플레이 인생!                                       | 유키 교쿄                   | NTV                |
| 2001년 12월 1일                  | 청과 백으로 수색                                          | 우치야마 가에데             | NTV                |
| 2002년 4월 ~ 6월                 | 행복의 꼬리                                               | 사사모토 모에               | TBS                |
| 2002년 10월 ~ 2003년 3월         | 휴대폰 형사 제니가타 아이                                 | 제니가타 아이               | BS-i               |
| 2003년 2월 16일·23일·3월 2일     | 노스 포인트 프트타운                                      | 콘노 나미                   | 홋카이도 분카 방송 |
| 2003년 11월 1일                  | 68FILMS 도쿄소녀 제2화 〈야도리기 YADORIGI〉              | 주연                        | BS-i/BS 후지       |
| 2004년 1월 ~ 2월                 | 신이시여, 조금만 더                                       | 덴시로 아키코               | NHK                |
| 2004년 4월 29일                  | 이유                                                      | 이시다 유카리               | WOWOW              |
| 2004년 8월 21일                  | 24시간 TV 스페셜 드라마 〈아버지의 바다, 나의 하늘〉      | 아사이 호노카               | NTV                |
| 2006년 4월 ~ 9월                 | 연속 TV 소설 〈순정 반짝〉                                | 아리모리 (마츠이) 사쿠라코  | NHK                |
| 2008년 1월 6일 ~ 12월 14일       | 대하드라마 〈아츠히메〉                                   | 아츠히메                    | NHK                |
| 2011년 11월 19일 ~ 26일          | 나비부인                                                  | 이토 나비                   | NHK                |
| 2012년 10월 ~ 12월               | 고잉 마이 홈                                              | 시모지마 나호               | 후지 TV            |
| 2015년 9월 28일 ~ 2016년 4월 2일 | 연속 TV 소설 〈아침이 온다〉                              | 이마이 하츠                 | NHK                |
| 2017년 9월 18일                  | 눈을 부시게~호쿠사이의 딸~                                | 오 사카에                   | NHK                |
| 2018년 6월 25일                  | 오누이                                                    | 아카자 모모코               | TBS                |
| 2020년 1월 5일                   | 신춘 드라마 특별 기획 〈내일의 가족〉                     | 오노 리사                   | TBS                |

### 무대
| 연도   | 제목                                                       | 역할      | 공연일자                              |
| ------ | ---------------------------------------------------------- | --------- | ------------------------------------- |
| 2003년 | 뮤지컬 〈어린 왕자〉                                       | 어린 왕자 | 2003년 8월 첫 공연, 2005년 8월 재공연 |
| 2009년 | 연극 〈그 새벽, 거짓말.〉                                  | 주연      | 2009년 2월                            |
| 2011년 | 연극 〈우먼 리브 VOL.12 『SAD SONG FOR UGLY DAUGHTER」』〉 | 빈칸      | 2011년 6월                            |

### 극장판·TV 애니메이션
| 개봉/방송일자    | 제목                   | 역할          | 배급사/방송사      | 비고              |
| ---------------- | ---------------------- | ------------- | ------------------ | ----------------- |
| 2003년 1월 ~ 3월 | 마법사에게 소중한 것   | 기쿠치 유메   | TV 아사히          | TV 애니메이션     |
| 2006년 1월 7일   | 은색 머리카락의 아기토 | 토라          | 쇼치쿠             | 극장판 애니메이션 |
| 2007년 ~ 2011년  | franny's feet          | 프라니        | 카툰 네트워크 재팬 | TV 애니메이션     |
| 2010년 8월 21일  | 컬러 풀                | 사노 쇼코     | 도호               | 극장판 애니메이션 |
| 2012년 7월 21일  | 늑대 아이의 비와 눈    | 하나          | 도호               | 극장판 애니메이션 |
| 2015년 7월 11일  | 괴물의 아이            | 큐타 (소년기) | 도호               | 극장판 애니메이션 |
| 2022년 12월 23일 | 거울 속 외딴 성        | 키타지마 선생 | 쇼치쿠             | 극장판 애니메이션 |

### 외화 더빙
| 개봉/방송일자 | 제목                 | 역할                      | 배급사/방송사 | 비고                        |
| ------------- | -------------------- | ------------------------- | ------------- | --------------------------- |
| 2019년        | 파비안느에 관한 진실 | 뤼미르 (줄리엣 비노쉬 분) | 가가          | 프랑스 영화 / 일본어판 더빙 |

### 라디오 드라마
- FM 시어터 〈날지못하는 돼지〉 (2002년 2월 9일, NHK-FM방송) - 야마세 아즈미 역
- ENEOS ON THE WAY COMEDY 〈미치쿠사 경영학부 우에무라 교수〉 (2002년 8월 19일 ~ 22일, FM도쿄) - 우에무라 하루코 역 (객원 출연)
- 세상의 중심에서 사랑을 외치다 (2004년 5월 4일, TOKYO FM) - 히로세 아키 (히로인) 역

## 그 외 출연

### 다큐멘터리
- 텔레비전 그림책 〈옆집〉 (첫방송 2006년 9월 7일, 반짝이는 청춘의 방송기간 중) - 낭독
- 더 논픽션 (후지 TV) - 내레이션 (부정기)
  - 미야자키 아오이 사랑스런 해일의 섬으로 (2006년 10월 15일)
  - 야스코의 장미~19세, 전쟁의 일기~ (2009년 8월 2일) - 출연 (내레이션 일기 낭독)
- 피아노피아 (2007년 1월 8일, NHK 디지털 위성 하이비전·BS2) (방송안내·내레이션)
- 감동 지구 특별 미야자키 아오이, 마음에 사무치는 아프리카~생명이 빛나는 대지·르완다~ (2009년 3월 1일, TV 시즈오카)
- 과외 환영 선배 〈무기와? 없는?~분쟁 해결인 이세사키 켄지〉 (2009년 10월 4일, NHK 종합) - 내레이션
- NHK 스페셜 〈불가사의한 창문·도중의 백세의 시~〉 (2010년 1월 30일, NHK 종합) - 내레이션

### PV
- NUMBER GIRL 〈I Don't Know〉[주 6]
- the Indigo 〈UNDER THE BLUE SKY〉
- DREAMS COME TRUE 〈상냥하게 키스를 해줘 (やさしいキスをして)〉
- DREAMS COME TRUE 〈데리고 가줘 (連れてって 連れてって)〉
- RIP SLYME 〈Dandelion〉
- 긴모쿠세이 〈겨울의 나침반〉
- 나카시마 미카 〈GLAMOROUS SKY〉[주 7]
- 하지메 치토세 〈푸른 레퀴엠 (青のレクイエム 아오노 레쿠이에임[*])〉[주 8]
- Fly to the Sky 〈My Angel〉
- 〈아오이 MIX〉 올림푸스 E-SYSTEM 캠페인
- RIP SLYME 〈Tales〉[주 9]
- SEKAI NO OWARI 〈잠자는 공주 (眠り姫)〉

### 광고(CM)
- 도쿄 해상일동 화재보험 (1990년)
- 카오 〈행주 크잇클〉 (1992년)
- 긴칸도 〈킨칸〉 (친오빠와 함께 연기) (1993년)
- 일본맥도날드〈 어린이 세트〉 (현 해피 세트) (1993년)
- 아사히 카세이 (1994년)
  - 주방세제 〈Frosch〉 (2012년)
- 주택도시 정비공단 (1995년)
- 프레너스 〈MK 레스토랑〉 (1996년)
- 도미 (1997년)
- 하우스식품 〈후르츠〉 (1998년)
- 휴먼 엔터테인먼트 〈오카구라 소녀탐정단〉 (1998년)
- 남코 〈테일즈 오브 판타지아〉 (1998년)
- 미쓰비시 자동차 공업 〈GDI〉 (1999년)
- 도시바 〈DIGITAL FACE〉 (2000년 ~ 2001년)
- 베네세 〈진연 세미나 고교 강좌〉 (친오빠와 함께 연기) (2001년 ~ 2002년)
- 미쓰이 부동산 판매 (2001년 ~ 2002년)
- 쟉스 카드 (2001년 ~ 2002년)
- 세실 〈CUPOP〉 (2001년 ~ 2004년)
- NHK 위성방송 캠페인 (2001년 ~ 2002년)
- NTT 도코모 도호쿠 (2001년) - 사와다 나오코 역
- 산토리
  - 녹수 (2002년 ~ 2003년)
  - 명주의 사치 (2011년)
  - 우롱 차 (2012년 ~ 2013년)
  - 이에몬 (2013년 ~ )
- 아지노모토
  - 쿠노르 컵 스프 (2002년 ~ 2005년)
  - 혼다시 (2008년 ~ 2009년) - 오구리 슌과 공동 출연
- 야마자키 나비스코 (2003년 ~ 2005년)
  - 퓨라
  - 피자 샌드
- HOYA 헬스케어 〈콘택트 렌즈〉 (2004년)
- ANA 항공 〈LIVE/중국/ANA〉 (2005년)
- 오츠카 제약 〈화이브 미니〉 (2005년 ~ 2006년) - 아오이 유우와 공동 출연
- 메이지 제과
  - 수제 초콜릿 (2005년 ~ 2006년)
  - 메이지 뿌로비오 요구르트 LG21 (2019년 ~ ) - 토타스 마츠모토와 공동 출연
- 에이벡스 〈오오츠카 아이 렝아이샤신〉 (2006년) - 내레이션
- AFLAC(아메리칸 패밀리 생명보험 회사, 2006년 ~ 2011년)
- 다이이치 산쿄 헬스 케어 〈카코널2〉 (2006년)
- NTT 도코모 〈미야자키 아오이-그러니까 난 꼬마에요〉 편 (2006년)
- 쵸야 〈우메슈〉 (2007년 ~ 2009년)
- 유니클로 (2007년 ~ 2008년)
- 올림푸스
  - 〈E-410/510〉 이미지 캐릭터 (2007년 ~ 2008년)
  - OLYMPUS PEN E-P1 (2009년 ~ 2010년)
  - 기업 PR 〈나의 사진은 나의 지금이다〉 편 (2014년 ~ )
- 에자키 글리코
  - 아이스 〈Def(디프)〉 (2007년 ~ 2008년)
  - 글리코 유업 〈아침 사과 요구르트〉 (2007년 ~ 2008년)
- 도쿄 지하철(도쿄메트로) 〈TOKYO HEART〉 (2007년 ~ 2010년)
- 시세이도
  - 〈세안 전과 퍼펙트 시리즈〉 퍼펙트 휩 퍼펙트 리퀴드 (2007년 ~ 2010년)
  - 〈uno〉 FOG BARBER styling (2010년 ~ 2011년) - 츠마부키 사토시, 오구리 슌, 나가야마 에이타, 미우라 하루마와 공동 출연
- 엠포리오 아르마니 (2008년 ~ 2009년)
- 파르코 백화점 (2008년 ~ 2009년)
- 주부 전력 공사 (2009년 ~ 2011년)
- 크로스 컴퍼니  SPA 브랜드 〈earth music & ecology〉 (2010년 ~ )
- 일본 코카-콜라 〈소켄 비차〉 (2010년)
- 모리나가 제과 〈DARS〉 (2010년 ~ 2012년)
- 로토 제약 〈SUGAO〉 (2014년 ~ )
- 유니레버 재팬 〈클리어〉 (2014년 ~ )
- 하고로모푸즈 치킨식당 〈오늘 개점〉 편 (2014년 ~ )
- 가고메 〈토마토 주스 프리미엄〉 (2015년 ~ )
- 기린 맥주 〈기린 언 술 서늘한 살구〉 (2016년)

### 모델·이미지 캐릭터
- 일본 도로 공단 〈제3 게이힌 차선 규제 및 교환 폐쇄 고지〉 100만명의 캔들 나이트 2004 (2004년) - 포스터
- 경찰 캘린더 (2005년) - 포스터
- 카도카와 문고 〈발견. 여름의 100권〉, 〈발견.〉 (2005년 6월 ~ ) - 포스터

### 비디오·DVD
- 미야자키 아오이～Colors～(2002년 1월 25일, 아트 포트·빔 엔터테인먼트 / Fairy Smile Series)
- 미야자키 아오이 in 파코다테 인 (2002년 2월 25일, 아트 포트·빔 엔터테인먼트)[주 10]
- moratorium(모라토리움) (2002년 11월 22일, 다이에이 비디오·아트 포트·파이오니아 LDC)[주 11]
- 히라야마 아야 IN 러브드 키스 (2003년 1월 25일, 해피네트 픽처스)[주 12]
- OLARE (2003년 11월 6일, 호리프로·포니 캐년)
- Foto por favor (2003년 11월 6일, 호리프로·포니 캐년)
- OLARE / Foto por favor 2권 + photo book (2003년 11월 6일, 호리프로·포니 캐년)
- NONFIX 교토의 사랑 (2003년 11월 19일, 호리프로·포니 캐년 /여배우 넌픽션 The Lost Treasure)[주 13]
- 코우가 있던 풍경 좋아해, 이시가와 히로시 감독 작품 (2006년 2월 3일, 레드락 재팬)[주 14]
- 첫사랑~삼억엔 사건의 범인은 여고생이었다 (2006년 5월 26일, 레드락 재팬)[주 15]
- 다만, 널 사랑하고 있어~천국의 숲의 사랑이야기 (2006년 10월 20일, 레드락 재팬)[주 16]

## 서적

### 포토 에세이
- 포토 에세이집 - the+me(테마) (2001년 12월 25일, 어뮤즈북, ISBN 4-901714-23-6)
- 영화 《러브드 건》 공식 사진집 LOVE GUN (2004년 6월, 리틀모어, ISBN 4-89815-124-8)
- Radio Drama CD Book 세상의 중심에서 사랑을 외치다 (2004년 7월 14일, TOKYO-FM, ISBN 4-88745-108-3) - CD-ROM + 소책자)
- 포토 에세이집 기도 (2005년 11월 30일, 네코 퍼블리싱, ISBN 4-7770-5121-8)
- 포토 에세이집 - 미야자키 아오이 & 미야자키 마사루 사진집 《부족한 조각》 (2006년 5월 11일, 쇼가쿠칸, ISBN 4-09-363704-0)
- 포토 에세이집 - 미야자키 아오이 & 미야자키 마사루 공동 Love, Peace & Green 부족할 피스 2 (2007년 11월 16일, 쇼가쿠칸, ISBN 4-09-363712-1)

### 사진집
- 가지 않아? (2001년 5월 25일, 와니북스, ISBN 4-8470-2661-6)
- 소녀일기 (2001년 12월 25일, 가도카와 쇼텐, ISBN 4-04-853450-5)
- Happy Tail (2002년 4월 26일, 소니 매거진스, ISBN 4-7897-1757-7)
- 디지털 사진집 Nature (2003년 6월 9일) - 인터넷 다운로드 형
- 20TH ANNIVERSARY 히카리 (2005년 11월 30일, 네코 퍼블리싱, ISBN 4-7770-5122-6)

### 잡지 연재
- CM NOW (겐고사) 〈봄 여름 가을 겨울 봄 여름 가을 겨울〉 (2003년 5.6월호 ~ 2006년 5.6월호)
- Cut (잠금 설정) 〈미야자키 아오이 나날의 거품〉 (2008년 6월호 ~ )
- 우후 (매거진 하우스) 〈아오이 세시기〉 (2006년 7월호 - 2007년 7월호)
- 맙소사 존재하지 않는 오늘이지만 (2007년 8월호 ~ 2009년 5월호)

## 수상 경력
| 연도   | 시상식                               | 부문                     | 작품                                |
| ------ | ------------------------------------ | ------------------------ | ----------------------------------- |
| 2001년 | 제16회 타카사키 영화제               | 최우수 신인여우상        | EUREKA 유레카                       |
| 2001년 | 제11회 일본 영화 프로페셔널 대상     | 신인 장려상              | EUREKA 유레카                       |
| 2002년 | 제23회 낭트 3대륙 영화제             | 여우주연상               | 해충                                |
| 2002년 | 제15회 닛칸 스포츠 영화 대상         | 신인상                   | 해충                                |
| 2003년 | 제41회 골든 애로상                   | 연극부문 신인상          | 어린 왕자                           |
| 2006년 | 제50회 더 텔레비전 드라마 아카데미상 | 여우주연상               | 순정반짝                            |
| 2006년 | 제44회 골든 애로상                   | 방송상(배우부문)         | 순정반짝                            |
| 2007년 | 제15회 하시다상                      | 하시다상                 | 빈칸                                |
| 2007년 | 대한민국 아시아모델상 시상식         | 국제교류 스타상          | 빈칸                                |
| 2008년 | 제59회 더 텔레비전 드라마 아카데미상 | 여우주연상               | 아츠히메                            |
| 2008년 | 제45회 갤럭시상                      | 개인상                   | 아츠히메                            |
| 2009년 | 엘란도르상                           | 신인상                   | 아츠히메                            |
| 2009년 | 제33회 일본 아카데미상               | 우수 여우주연상          | 소년 메리켄사쿠                     |
| 2011년 | 제24회 닛칸 스포츠 영화 대상         | 여우주연상               | 츠레가 우울증에 걸려서, 신의 카르테 |
| 2011년 | 제35회 일본 아카데미상               | 우수 여우주연상          | 츠레가 우울증에 걸려서, 신의 카르테 |
| 2013년 | 제37회 일본 아카데미상               | 우수 여우주연상          | 행복한 사전                         |
| 2016년 | 제40회 야마지 후미코 영화상          | 야마지 후미코 여우주연상 | 분노                                |
| 2016년 | 제29회 닛칸 스포츠 영화 대상         | 이시하라 유지로상        | 분노, 해피 버스데이                 |
| 2016년 | 제29회 닛칸 스포츠 영화 대상         | 여우조연상               | 분노, 해피 버스데이                 |
| 2016년 | 제40회 일본 아카데미상               | 우수 여우주연상          | 분노                                |
| 2016년 | 제40회 일본 아카데미상               | 우수 여우조연상          | 해피 버스데이                       |
| 2019년 | 제27회 하시다상                      | 하시다상                 | 빈칸                                |

### 내용주
1. 1 2  개봉일 기준은 일본에서의 개봉일이다.
2. ↑  1999년 5월 1일 오노미치 선행공개
3. ↑  2002년 2월 9일 홋카이도 선행공개
4. ↑  제58회 칸 영화제 주목할 만한 시선 부문에 출품 되었다.
5. ↑  개봉·방송일자 기준은 일본에서의 공개일이다.
6. ↑  영화 《해충》에서
7. ↑  영화 《NANA》에서
8. ↑  영화 《첫사랑》에서
9. ↑  도쿄 메트로 「TOKYO HEART」의 CM에서
10. ↑  영화 《파코다테 인》의 주제곡
11. ↑  영화 《도미타 최종장 -금단의 과실-》의 이미지송
12. ↑  영화 《러브드 키스》의 주제곡
13. ↑  후지 TV 《NONFIX 교토의 사랑 ~2002년 여름~》의 재편성
14. ↑  영화 《좋아해》의 이미지송
15. ↑  영화 《첫사랑》 주제곡
16. ↑  영화 《다만, 널 사랑하고 있어》의 이미지송

### 참조주
1. ↑  “미야자키 아오이 씨와 타카오카 소스케 씨 이혼 「각자의 길을 걷는다」 발표”. 《MSN산케이 뉴스》 (산케이 신문). 2011년 12월 28일. 2011년 12월 28일에 원본 문서에서 보존된 문서. 2019년 4월 13일에 확인함.
2. ↑  “미야자키 아오이 타카오카 소스케가 이혼을 발표”. 《데일리 스포츠online》 (주식회사 데일리 스포츠). 2011년 12월 29일. 2011년 12월 29일에 원본 문서에서 보존된 문서. 2019년 4월 13일에 확인함.
3. ↑  “V6의 오카다 준이치 씨와 미야자키 아오이 씨가 결혼”. 《NHK 뉴스》 (NHK). 2017년 12월 24일. 2017년 12월 24일에 원본 문서에서 보존된 문서. 2019년 4월 13일에 확인함.
4. ↑  “차기 아침 드라마 「아침이 온다」는 하루와 미야자키 아오이의 『자매 히로인』”. 오리콘. 2015년 4월 24일. 2015년 7월 17일에 확인함.
5. ↑  “오카다 준이치 & 미야자키 아오이 결혼을 공식 발표...연명으로 「미숙한 두 사람이 있습니다만」”. 《스포츠 호치》 (호치신문사). 2017년 12월 24일. 2017년 12월 24일에 확인함.
6. ↑  “오카다 준이치 & 미야자키 아오이 이미 동거 중 예식 예정 없음”. 《닛칸스포츠》 (닛칸스포츠 신문사). 2017년 12월 25일. 2019년 4월 13일에 확인함.
7. ↑  “미야자키 아오이가 첫 아이 임신! 오카다 준이치가 아빠에게 「지금은 새로운 가족이 늘어나는 기쁨」”. 《SANSPO.COM》 (산케이 스포츠). 2018년 5월 19일. 2018년 5월 19일에 확인함.
8. ↑  “V6 오카다 준이치 & 미야자키 아오이에 첫 아이 남자 아이 탄생 「태어나게 해준 기적에 감사」”. 《ORICON NEWS》 (oricon ME). 2018년 10월 16일. 2018년 10월 16일에 확인함.
9. ↑  “미야자키 아오이와 아오이 유우가 영화제에서 긴박한 - 냉전에 휩싸였다 「피해자」 여배우는?”. 《사이조 우먼》 (주식회사 사이조). 2017년 11월 18일. 2019년 4월 13일에 확인함.
10. ↑  “미야자키 아오이 트럭 운전사 연기하기 위해 대형 면허 취득”. 닛칸스포츠. 2018년 5월 8일. 2018년 6월 29일에 확인함.
11. ↑  “미야자키 아오이 「머리가 긴 자신이 싫어」 「전혀 청초가 아니다」 이미지에 안티가 있던 17년전의 말”. 《wezzy》 (주식회사 사이조). 2018년 5월 27일. 2019년 4월 13일에 원본 문서에서 보존된 문서. 2019년 4월 13일에 확인함.